# 褐鞘紫堇
褐鞘紫堇（学名：Corydalis brunneovaginata）为罂粟科紫堇属下的一个种。

## 扩展阅读
- 維基物種上的相關：褐鞘紫堇